# Freycinetia angulata
Freycinetia angulata là một loài thực vật có hoa trong họ Dứa dại. Loài này được C.B.Rob. ex Martelli miêu tả khoa học đầu tiên năm 1910.